# Valentín Kuptsov
Valentín Aleksándrovich Kuptsóv (en ruso: Валенти́н Алекса́ндрович Купцо́в; 4 de diciembre de 1937, Vologda) es un estadista y político ruso. Fue Secretario del Comité Central del PCUS (1990-1991), primer secretario del Comité Central del Partido Comunista de la RSFS de Rusia (agosto-noviembre de 1991; de facto hasta febrero de 1993), vicepresidente desde febrero de 1993 y desde el 20 de marzo de 1993 al 3 de julio de 2004, primer vicepresidente del Partido Comunista del Comité Central, miembro del Presidium del Comité Central del Partido Comunista en 1993-2008. Diputado de la Duma Estatal de la Asamblea Federal de la Federación de Rusia de las II-V convocatorias (1995-2011), Vicepresidente de la Duma Estatal de la Asamblea Federal de la Federación de Rusia de la cuarta convocatoria (2003-2007).

## Biografía

### Período soviético
Valentín Kuptsov nació el 4 de diciembre de 1937 en el pueblo de Mindyukino, distrito de Cherepovets, región de Vologda . Comenzó a trabajar en 1955 en una granja colectiva, luego estuvo a cargo de una sala de lectura en una cabaña en el distrito Ulomsky de la región de Vologda.
De 1956 a 1958 sirvió en el ejército. Desde 1958 trabajó en una planta metalúrgica en Cherepovets . Al mismo tiempo, estudió en el Instituto Politécnico por Correspondencia del Noroeste, donde se graduó en 1966 con un título en ingeniería metalúrgica. En 1988 se graduó en la Escuela Superior del Partido de Leningrado. En la Planta Metalúrgica de Cherepovets, trabajó como operador de laminación, capataz de laminadores, secretario del comité del partido del taller, subsecretario del comité del partido de la planta.
Miembro del PCUS desde 1966. Desde 1974, en el trabajo de fiesta. 1974-1979 - Primer Secretario del Comité Municipal de Cherepovets del PCUS.
Como recordó el propio Kuptsov, lo "ofrecieron a Moscú tres veces", la primera vez en 1974, mientras aún trabajaba en la planta, luego en 1975, " cuando trabajaba como segundo secretario del comité de la ciudad en Cherepovets, me llevó al departamento de industria pesada del Comité Central del partido »: Kuptsov se negó a entrevistar al Secretario del Comité Central V. I. Dolgikh . “El último caso ya fue en 1985. Me llevaron a Moscú como inspector ... este fue el tercer caso, me fue imposible negarme. Pasé por esta escuela y me recomendaron como segundo secretario del Comité Central del Partido Comunista de Uzbekistán. Y luego, de repente, el Politburó decidió liberar a A. DE. Ginebra seca … Así que me llevaron de regreso al Óblast de Vologda ”.
De 1985 a 1989 se desempeñó como primer secretario del comité regional de Vologda del PCUS . 1986-1991 - Miembro del Comité Central del PCUS .
En la primavera de 1989 fue elegido diputado popular de la URSS de la circunscripción territorial de Velikoustyug de la provincia de Vologda.
1989-1990 - Miembro del Buró Ruso del Comité Central del PCUS.
En 1990 fue elegido diputado popular del Consejo Regional de Diputados del Pueblo de Vologda.
Marzo-abril de 1990 - Presidente del Consejo Regional de Vologda.
En abril de 1990 fue transferido al trabajo del partido en Moscú : fue secretario del Comité Central del PCUS, jefe del departamento de trabajo con organizaciones sociales y políticas del Comité Central del PCUS, presidente de la Comisión Social y Política Permanente del PCUS. Comité central.
Participó en la creación del Partido Comunista de la RSFSR . En el Pleno del Comité Central del Partido Comunista de la RSFSR el 6 de agosto de 1991, fue elegido Primer Secretario del Comité Central del Partido Comunista de la RSFSR (en lugar de Ivan Kuzmich Polozkov ). Se negó a apoyar las acciones de la dirección de la RSFSR contra el Comité Estatal de Emergencia, luego del 21 de agosto de 1991 fue investigado como "cómplice en el intento de golpe".
Por decreto del 23 de agosto de 1991, el presidente de la RSFS de Rusia, Boris Yeltsin, suspendió y por decreto del 6 de noviembre de 1991 puso fin a las actividades del PCUS y su organización republicana - el Partido Comunista de la RSFS de Rusia - y disolvió las estructuras organizativas del partido. Según Kuptsov, el 25 de octubre de 1991 se reunió con Boris N. Yeltsin y lo persuadió de cancelar el decreto de suspensión de las actividades del Partido Comunista de la República Socialista Federativa Soviética de Rusia. Tras la proscripción del partido, Kuptsov continuó de facto su labor como Primer Secretario del Comité Central del Partido Comunista de la RSFSR hasta febrero de 1993, cuando se celebró un congreso de restauración.

### Período postsoviético
En 1991-1992 trabajó como consultor del Fondo Internacional de Asistencia a la Privatización e Inversión Extranjera.
После запрета в 1991 году возглавил работу по восстановлению партии, в 1992—1993 годах возглавлял Оргкомитет по созыву съезда коммунистов России. 26 мая 1992 года В. А. Купцов был восстановлен в должности Первого секретаря ЦК КП РСФСР постановлением Конституционного суда РФ, дабы предстать ответчиком по иску группы народных депутатов РФ (во главе с О. Г. Румянцевым) о признании КПСС и КП РСФСР неконституционными. 30 ноября того же года Конституционный суд снял запрет с деятельности первичных организаций КПСС—КП РСФСР, но оставил в силе роспуск руководящих структур.
Los organizadores del congreso de restauración planearon inicialmente que la institución de los copresidentes se introduciría en el partido, entre los cuales el papel principal lo desempeñaría Kuptsov. Sin embargo, en el II Congreso del Partido Comunista (febrero de 1993) A. METRO. Makashov acusó a Kuptsov de contactos con Yeltsin, suavidad y oportunismo de Gorbachov, y Kuptsov cedió el primer lugar en la jerarquía del partido a G. PERO. Ziuganov ...
El 14 de febrero de 1993 fue elegido vicepresidente y el 20 de marzo de 1993, primer vicepresidente de la CCA del Partido Comunista de la Federación de Rusia (desde enero de 1995, el Comité Central del Partido Comunista de la Federación de Rusia)., ocupó este cargo hasta el 3 de julio de 2004. Miembro del Presidium del Comité Central del Partido Comunista desde el 14 de febrero de 1993 al 30 de noviembre de 2008.
1994-1995 - Jefe de Estado Mayor de la facción del Partido Comunista en la Duma Estatal de la Federación de Rusia de la 1ª convocatoria. El 17 de diciembre de 1995 fue elegido diputado de la Duma del Estado de la segunda convocatoria, fue miembro de la comisión de turismo y deportes.
El 19 de diciembre de 1999, fue elegido diputado de la Duma del Estado para una tercera convocatoria, fue miembro del comité de asuntos internacionales de la Duma del Estado.
En 2003 fue elegido diputado de la Duma del Estado de la cuarta convocatoria, en la que pasó a ser vicepresidente de la Duma del Estado.
En 2007 fue elegido diputado de la Duma Estatal de la quinta convocatoria, trabajó como presidente del Comité de Nacionalidades.
En 2002-2003, la prensa discutió ampliamente la cuestión del conflicto entre Kuptsov y Gennady Ziuganov sobre la distribución de poderes en la jerarquía del partido. En junio de 2004, Kuptsov anunció la dimisión de los poderes del Primer Vicepresidente del Comité Central del Partido Comunista de la Federación de Rusia en el próximo congreso, que se tomó como una pista para Ziuganov sobre acciones similares. Sin embargo, V.A. Kuptsov finalmente permaneció del lado de Ziuganov en el conflicto que estalló dentro del Partido Comunista de la Federación de Rusia en julio de 2004 .

El 10 de septiembre de 2018, Valentin Kuptsov recibió la Orden de la Amistad.

### Vida personal
Desde 1960 está casado con Lyudmila Alekseevna, ingeniera metalúrgica, ahora jubilada. Hijas: Natalia - profesora de lengua y literatura rusas, Irina (nacida en 1969) - historiadora, profesora de la Universidad Estatal de Moscú. Tiene nietos.

## Premios y condecoraciones
Fue condecorado con la Orden de la Amistad (10/09/2018), la Orden de Lenin (03/12/1987), dos Órdenes de la Bandera Roja del Trabajo, la Orden de la Insignia de Honor, la Medalla de los Trabajadores Distinguidos, y la medalla conmemorativa de la República Popular China.